# 冷水茂太
冷水 茂太（ひやみず しげた、1911年（明治44年）10月8日 - 1986年（昭和61年）10月3日）は、日本の歌人。土岐善麿の高弟として評伝などや研究書を執筆したほか、善麿と関わりの深かった石川啄木についての研究も残した。

## 人物・来歴
東京生まれ。早稲田大学専門部法科在学中の1932年（昭和7年）に「短歌街」創刊に参加した。1934年（昭和9年）に卒業後は詠歌に専念し、多くの歌人と親交を持った。
1957年（昭和32年）に横田専一らと「橋」を創刊し、1972年（昭和47年）には土岐善麿を中心とする文芸誌「周辺」の編集者ともなる。1981年（昭和56年）には自身の歌が収録された「短歌周辺」を創刊した。
運輸省勤務を経てトヨタ自動車の役員を歴任した。蔵書は東京都府中市の府中市立図書館に「冷水文庫」として所蔵されている。

## 著書
- 『評伝土岐善麿』(橋叢書) 橋短歌会, 1964
- 『大日本歌人協会』短歌新聞社, 1965
- 『風雪の自動車販売 山口昇の人と事業』自動車ジャーナル社, 1966
- 『啄木と哀果 ある交遊の記録』短歌新聞社, 1966
- 『啄木遺骨の行方』永田書房, 1968
- 『土岐善麿の歌』光風社, 1974
- 『啄木私稿』清水弘文堂, 1978.7
- 『斜面慕情 冷水茂太評論随想』(短歌周辺叢書) 短歌周辺社, 1982.6
- 『土岐善麿考 その哀果時代』青山館, 1985.5
- 『冷水茂太歌集』(短歌周辺叢書) 短歌周辺社, 1987.10

編著
- 『土岐善麿 (人物書誌大系 編.) 』日外アソシエーツ, 1983.7